# Liste der Monuments historiques in Bernolsheim
Die Liste der Monuments historiques in Bernolsheim führt die Monuments historiques in der französischen Gemeinde Bernolsheim auf.

## Liste der Objekte
| Bezeichnung                                | Beschreibung | Standort                                   | Kennzeichnung | Schutzstatus | Datum | Bild |
| ------------------------------------------ | --- | ------------------------------------------ | ------------- | ------------ | ----- | ---- |
| Zwei Seitenaltäre                          | jeweils Altartisch, Retabel und Flachrelief (Christi Geburt, Grablegung) sowie acht Altarleuchter; Holz, farbig gefasst und vergoldet, und Bronze, vergoldet, 17. Jahrhundert        | in der Kirche St-Pancrace-Sébastien (Lage) | PM67000537    | Classé       | 1991  |      |
| Skulptur Heiliger Franz-Xaver              | Holz, farbig gefasst und vergoldet, 18. Jahrhundert | in der Kirche St-Pancrace-Sébastien (Lage) | PM67000576    | Classé       | 1991  |      |
| Hauptaltar                                 | Altartisch, Tabernakel, Retabel, Flachrelief (Abendmahl) und zwei Skulpturen (Heiliger Sebastian, Heiliger Pankratius); Holz, farbig gefasst und vergoldet, 18. und 19. Jahrhunderts | in der Kirche St-Pancrace-Sébastien (Lage) | PM67000536    | Classé       | 1991  |      |
| Kanzel                                     | Holz, bemalt und vergoldet, 18. Jahrhundert | in der Kirche St-Pancrace-Sébastien (Lage) | PM67000538    | Classé       | 1991  |      |
| Flachrelief Ecce homo                      | Holz, farbig gefasst und vergoldet, Ende des 17. Jahrhunderts | in der Kirche St-Pancrace-Sébastien (Lage) | PM67000566    | Classé       | 1991  |      |
| Skulptur Heiliger Joseph mit dem Jesuskind | Holz, farbig gefasst und vergoldet, 18. Jahrhundert | in der Kirche St-Pancrace-Sébastien (Lage) | PM67000578    | Classé       | 1991  |      |
| Beichtstuhl                                | Holz, Mitte des 18. Jahrhunderts | in der Kirche St-Pancrace-Sébastien (Lage) | PM67001213    | Inscrit      | 1988  |      |
| Skulptur Heiliger Ignatius von Loyola      | Holz, farbig gefasst und vergoldet, 18. Jahrhundert | in der Kirche St-Pancrace-Sébastien (Lage) | PM67000577    | Classé       | 1991  |      |
| Skulptur eines Heiligen                    | Darstellung des Johannes Nepomuk oder des Karl Borromäus; Holz, farbig gefasst und vergoldet, 18. Jahrhundert                                                                        | in der Kirche St-Pancrace-Sébastien (Lage) | PM67000579    | Classé       | 1991  |      |